# Чориев, Таваккал Равшанович
Таваккал Равшанович Чориев (тадж. Choriev Tavakkal Ravshanovich; род. 4 мая 1967 года, Бухарская область, Узбекская ССР) — узбекский преподаватель и политический деятель, с 2020 года является депутатом Законодательной палаты Олий Мажлиса IV созыва.

## Биография
Таваккал Чориев, родился 4 мая 1967 года, в Бухарской области. Окончил Самаркандский государственный педагогический институт по специальности преподаватель. Является кандидатом филологических наук.
С 2020 года является депутатом Законодательной палаты Олий Мажлиса IV созыва. Является членом фракции Социал-демократической партии Узбекистана «Адолат», а также член комитета по вопросам обороны и безопасности Республики Узбекистан.

## Награды
В 2018 году был награждён орденом «Дустлик» и таджикским орденом Дружбы